# Danh sách lớp tàu ngầm của Hải quân Hoa Kỳ
Tàu ngầm của Hải quân Hoa Kỳ được chế tạo theo từng lớp khác nhau, sử dụng một thiết kế duy nhất cho một số lượng lớn các tàu. Những thay đổi, những cải tiến liên tục được áp dụng cho các thiết kế, vì vậy những tàu thuộc lớp sau này có thể có nhiều tiến bộ hơn so với các lớp trước đó. Ngoài ra, các tàu được sửa đổi, đôi khi một cách rộng tãi rộng rãi nên sẽ tạo ra những sự riêng biệt so với tiêu chuẩn của lớp. Nhìn chung, tất cả các tàu của một lớp đều có một sự tương đồng rõ rệt.

## Trước Chiến tranh thế giới thứ nhất
| Tên lớp   | Số lượng | Con tàu đầu tiên được đặt lườn | Con tàu cuối cùng được đưa vào hoạt động | Ghi chú |
| --------- | -------- | ------------------------------ | ---------------------------------------- | --- |
| Alligator | 1        | 1861                           | 1862                                     | Tàu ngầm đầu tiên của Hải quân Hoa Kỳ. Được chế tạo để bảo vệ các đoàn tàu gỗ khỏi tàu chiến bọc thép. |
| Holland   | 1        | 1896                           | 1900                                     | 5 chiếc được đóng; duy nhất tàu Holland (SS-1) được đưa vào biên chế trong Hải quân Hoa Kỳ và được coi là tàu ngầm đầu tiên được đặt hàng và chế tạo cho Hải quân Hoa Kỳ. |
| Plunger   | 7        | 1900                           | 1903                                     | Được đổi tên thành lớp A vào tháng 11 năm 1911, sau khi Hải quân ngừng việc đặt tên cho tàu ngầm. Là phiên bản cải tiến và mạnh mẽ hơn lớp Holland. |
| B         | 3        | 1905                           | 1907                                     | Tên gốc của lớp là Viper, lớp tàu cuối cùng có thiết kế giống lớp Holland. |
| C         | 5        | 1905                           | 1910                                     | Được thiết kế bởi Lawrence York Spear, một sĩ quan Hải quân Hoa Kỳ. Tên gốc của lớp là Octopus. |
| D         | 3        | 1908                           | 1910                                     | Tên gốc của lớp là Narwhal. Được thiết kế với với khoang sinh tồn cho thủy thủ đoàn trong trường hợp bị ngập. |
| E         | 2        | 1909                           | 1912                                     | Lớp tàu ngầm đầu tiên chạy bằng động cơ diesel của Hải quân Hoa Kỳ |
| F         | 4        | 1909                           | 1913                                     | . |
| G         | 4        | 1909                           | 1914                                     | |
| H         | 9        | 1911                           | 1918                                     | 3 chiếc được đặt hàng bởi Hải quân Hoa Kỳ. 17 chiếc được đặt hàng bởi Hải quân Đế quốc Nga, 11 chiếc được giao. 6 chiếc còn lại được Hải quân Hoa Kỳ mua lại. |
| K         | 8        | 1912                           | 1912                                     | 4 tàu ngầm của lớp, K-1 (SS-32), K-2 (SS-33), K-5 (SS-36), K-6 (SS-37) là những tàu ngầm Mỹ đầu tiên tham chiến tại Chiến tranh thế giới thứ nhất. |
| L         | 11       | 1914                           | 1918                                     | Lớp tàu ngầm đầu tiên được lắp đặt pháo trên boong tàu. Được thiết kế cho nhiệm vụ tuần tra, bảo vệ bờ biển. |
| M-1       | 1        | 1914                           | 1918                                     | Có thiết kế khoang kép và lớn hơn lớp K khoảng 20%. |
| N         | 7        | 1915                           | 1918                                     | Thiết kế cho nhiệm vụ tuần tra bờ biển |
| O         | 16       | 1916                           | 1918                                     | Mỗi chiếc có giá khoảng $550,000. Có động cơ diesel mạnh mẽ và thủy thủ đoàn có giường nằm và tủ đồ riêng. Các tàu từ O-11 tới O-16 là phiên bản cải tiến. |
| AA-1      | 3        | 1916                           | 1922                                     | Được đổi tên thành lớp T. Được thiết kế để với tầm hoạt động 5.540 dặm (8.920 km) ở vận tốc 14 hải lý trên giờ (7,2 m/s), nhưng chỉ đạt 3.000 dặm (4.800 km) ở 11 hải lý trên giờ (5,7 m/s). Thiết kế "tàu ngầm chủ lực" đầu tiên - có thể di chuyển đủ nhanh (21 hải lý trên giờ (11 m/s)) với các thiết giáp hạm. Lớp gấp đôi so với các lớp trước đó. Thiết kế động cơ kém hiệu quả khiến các tàu nhanh chóng bị loại biên chế vào năm 1923 và bị tháo dỡ vào năm 1930. |

## Chiến tranh thế giới thứ nhất
| Tên lớp | Số lượng | Con tàu đầu tiên được đặt lườn | Con tàu cuối cùng được đưa vào hoạt động | Ghi chú |
| ------- | -------- | ------------------------------ | ---------------------------------------- | --- |
| R       | 20       | 1917                           | 1918                                     | Tháp chỉ huy lớn hơn để dùng làm sở chỉ huy chiến đấu của thuyền trưởng. Trang bị ngư lôi Mark 10 và có tầm hoạt động 5.000 dặm (8.000 km) ở vận tốc 10 hải lý trên giờ (5,1 m/s) . |
| R-21    | 7        | 1917                           | 1919                                     | Mang thiết kế tương tự lớp R, nhưng nhỏ hơn và sử dụng ống phóng ngư lôi 18 inch. Bị tháo dỡ vào năm 1930.                                                                          |
| S       | 51       | 1917                           | 1922                                     | Được chia thành bốn nhóm tàu với các thiết kế khác nhau. |

## Giữa hai cuộc chiến tranh
| Tên lớp   | Số lượng | Con tàu đầu tiên được đặt lườn                                  | Con tàu cuối cùng được đưa vào hoạt động   | Ghi chú                                                                                       |
| --------- | -------- | --------------------------------------------------------------- | ------------------------------------------ | --------------------------------------------------------------------------------------------- |
| Barracuda | 3        | USS Barracuda (SS-163) và USS Bass (SS-164)20 tháng 10 năm 1921 | USS Bonita (SS-165) 22 tháng 5 năm 1926    |                                                                                               |
| Argonaut  | 1        | 1 tháng 5 năm 1925                                              | 2 tháng 4 năm 1928                         | Tàu ngầm làm nhiệm vụ rải mìn                                                                 |
| Narwhal   | 2        | USS Narwhal (SS-167) 10 tháng 5 năm 1927                        | USS Nautilus (SS-168) 1 tháng 7 năm 1930   |                                                                                               |
| Dolphin   | 1        | 14 tháng 6 năm 1930                                             | 1 tháng 6 năm 1932                         |                                                                                               |
| Cachalot  | 2        | USS Cachalot (SS-170) 7 tháng 10 năm 1931                       | USS Cuttlefish (SS-171) 8 tháng 6 năm 1934 |                                                                                               |
| Porpoise  | 10       | USS Porpoise (SS-172) 24 tháng 10 năm 1933                      | USS Pompano (SS-181) 12 tháng 6 năm 1937   |                                                                                               |
| Salmon    | 6        | USS Salmon (SS-182) 15 tháng 4 năm 1936                         | USS Skipjack (SS-184) 30 tháng 6 năm 1938  |                                                                                               |
| Sargo     | 10       | USS Sargo (SS-188) 12 tháng 5 năm 1937                          | USS Seawolf (SS-197) 1 tháng 12 năm 1939   |                                                                                               |
| Tambor    | 12       | USS Tambor (SS-198) 16 tháng 1 năm 1939                         | USS Grayback (SS-208) 30 tháng 6 năm 1941  |                                                                                               |
| Mackerel  | 2        | USS Mackerel (SS-204) 6 tháng 10 năm 1939                       | USS Marlin (SS-205) 1 tháng 8 năm 1941     |                                                                                               |
| Gato      | 77       | USS Drum (SS-228) 11 tháng 9 năm 1940                           | USS Croaker (SS-246) 21 tháng 4 năm 1944   | Drum chỉ là chiếc duy nhất được đưa vào hoạt động trước khi Hoa Kỳ tham gia Thế chiến thứ hai |

## Chiến tranh thế giới thứ hai
| Tên lớp | Số lượng | Con tàu đầu tiên được đặt lườn                                                                                   | Con tàu cuối cùng được đưa vào hoạt động   | Ghi chú                                                                     |
| ------- | -------- | --- | ------------------------------------------ | --------------------------------------------------------------------------- |
| Balao   | 120      | USS Devilfish (SS-292) 31 tháng 3 năm 1942                                                                       | USS Tiru (SS-416) 1 tháng 9 năm 1948       | 120 chiếc được hoàn thành, 62 chiếc bị hủy, 14 chiếc bị mất trong chiến đấu |
| Tench   | 29       | USS Amberjack (SS-522), USS Grampus (SS-523), USS Pickerel (SS-524) và USS Grenadier (SS-525) 8 tháng 2 năm 1944 | USS Grenadier (SS-525) 10 tháng 2 năm 1951 | 29 chiếc được hoàn thành. 51 chiếc bị hủy, 1 chiếc bị mất trong chiến đấu   |

## Chiến tranh Lạnh

### Tàu ngầm Diesel-Điện (SS, SSK và SSG)
| Tên lớp   | Tên lớp   | Tên lớp   | Tên lớp   | Tên lớp   | Tên lớp   | Số lượng | Số lượng | Con tàu đầu tiên được đặt lườn            | Con tàu đầu tiên được đặt lườn            | Con tàu đầu tiên được đặt lườn            | Con tàu đầu tiên được đặt lườn            | Con tàu đầu tiên được đặt lườn            | Con tàu đầu tiên được đặt lườn            | Con tàu cuối cùng được đưa vào hoạt động   | Con tàu cuối cùng được đưa vào hoạt động   | Con tàu cuối cùng được đưa vào hoạt động   | Con tàu cuối cùng được đưa vào hoạt động   | Con tàu cuối cùng được đưa vào hoạt động   | Con tàu cuối cùng được đưa vào hoạt động   | Con tàu cuối cùng được đưa vào hoạt động   | Con tàu cuối cùng được đưa vào hoạt động   | Ghi chú | Ghi chú | Ghi chú | Ghi chú | Ghi chú | Ghi chú | Ghi chú | Ghi chú | Ghi chú | Ghi chú | Ghi chú | Ghi chú | Ghi chú | Ghi chú | Ghi chú | Ghi chú | Ghi chú | Ghi chú | Ghi chú | Ghi chú | Ghi chú | Ghi chú | Ghi chú | Ghi chú | Ghi chú | Ghi chú | Ghi chú | Ghi chú | Ghi chú | Ghi chú | Ghi chú | Ghi chú | Ghi chú | Ghi chú | Ghi chú | Hình ảnh |
| --------- | --------- | --------- | --------- | --------- | --------- | -------- | -------- | ----------------------------------------- | ----------------------------------------- | ----------------------------------------- | ----------------------------------------- | ----------------------------------------- | ----------------------------------------- | ------------------------------------------ | ------------------------------------------ | ------------------------------------------ | ------------------------------------------ | ------------------------------------------ | ------------------------------------------ | ------------------------------------------ | ------------------------------------------ | --- | --- | --- | --- | --- | --- | --- | --- | --- | --- | --- | --- | --- | --- | --- | --- | --- | --- | --- | --- | --- | --- | --- | --- | --- | --- | --- | --- | --- | --- | --- | --- | --- | --- | --- | -------- |
| Barracuda | Barracuda | Barracuda | Barracuda | Barracuda | Barracuda | 3        | 3        | USS Barracuda (SSK-1) 1 tháng 7 năm 1949  | USS Barracuda (SSK-1) 1 tháng 7 năm 1949  | USS Barracuda (SSK-1) 1 tháng 7 năm 1949  | USS Barracuda (SSK-1) 1 tháng 7 năm 1949  | USS Barracuda (SSK-1) 1 tháng 7 năm 1949  | USS Barracuda (SSK-1) 1 tháng 7 năm 1949  | USS Bonita (SSK-3) 11 tháng 1 năm 1952     | USS Bonita (SSK-3) 11 tháng 1 năm 1952     | USS Bonita (SSK-3) 11 tháng 1 năm 1952     | USS Bonita (SSK-3) 11 tháng 1 năm 1952     | USS Bonita (SSK-3) 11 tháng 1 năm 1952     | USS Bonita (SSK-3) 11 tháng 1 năm 1952     | USS Bonita (SSK-3) 11 tháng 1 năm 1952     | USS Bonita (SSK-3) 11 tháng 1 năm 1952     | | | | | | | | | | | | | | | | | | | | | | | | | | | | | | | | | | | |          |
| Tang      | Tang      | Tang      | Tang      | Tang      | Tang      | 6        | 6        | USS Tang (SS-563) 18 tháng 4 năm 1949     | USS Tang (SS-563) 18 tháng 4 năm 1949     | USS Tang (SS-563) 18 tháng 4 năm 1949     | USS Tang (SS-563) 18 tháng 4 năm 1949     | USS Tang (SS-563) 18 tháng 4 năm 1949     | USS Tang (SS-563) 18 tháng 4 năm 1949     | USS Gudgeon (SS-567) 21 tháng 11 năm 1952  | USS Gudgeon (SS-567) 21 tháng 11 năm 1952  | USS Gudgeon (SS-567) 21 tháng 11 năm 1952  | USS Gudgeon (SS-567) 21 tháng 11 năm 1952  | USS Gudgeon (SS-567) 21 tháng 11 năm 1952  | USS Gudgeon (SS-567) 21 tháng 11 năm 1952  | USS Gudgeon (SS-567) 21 tháng 11 năm 1952  | USS Gudgeon (SS-567) 21 tháng 11 năm 1952  | | | | | | | | | | | | | | | | | | | | | | | | | | | | | | | | | | | |          |
| Grayback  | Grayback  | Grayback  | Grayback  | Grayback  | Grayback  | 2        | 2        | USS Grayback (SSG-574) 1 tháng 7 năm 1954 | USS Grayback (SSG-574) 1 tháng 7 năm 1954 | USS Grayback (SSG-574) 1 tháng 7 năm 1954 | USS Grayback (SSG-574) 1 tháng 7 năm 1954 | USS Grayback (SSG-574) 1 tháng 7 năm 1954 | USS Grayback (SSG-574) 1 tháng 7 năm 1954 | USS Growler (SSG-577) 30 tháng 8 năm 1958  | USS Growler (SSG-577) 30 tháng 8 năm 1958  | USS Growler (SSG-577) 30 tháng 8 năm 1958  | USS Growler (SSG-577) 30 tháng 8 năm 1958  | USS Growler (SSG-577) 30 tháng 8 năm 1958  | USS Growler (SSG-577) 30 tháng 8 năm 1958  | USS Growler (SSG-577) 30 tháng 8 năm 1958  | USS Growler (SSG-577) 30 tháng 8 năm 1958  | Tàu ngầm mang tên lửa hành trình Regulus | Tàu ngầm mang tên lửa hành trình Regulus | Tàu ngầm mang tên lửa hành trình Regulus | Tàu ngầm mang tên lửa hành trình Regulus | Tàu ngầm mang tên lửa hành trình Regulus | Tàu ngầm mang tên lửa hành trình Regulus | Tàu ngầm mang tên lửa hành trình Regulus | Tàu ngầm mang tên lửa hành trình Regulus | Tàu ngầm mang tên lửa hành trình Regulus | Tàu ngầm mang tên lửa hành trình Regulus | Tàu ngầm mang tên lửa hành trình Regulus | Tàu ngầm mang tên lửa hành trình Regulus | Tàu ngầm mang tên lửa hành trình Regulus | Tàu ngầm mang tên lửa hành trình Regulus | Tàu ngầm mang tên lửa hành trình Regulus | Tàu ngầm mang tên lửa hành trình Regulus | Tàu ngầm mang tên lửa hành trình Regulus | Tàu ngầm mang tên lửa hành trình Regulus | Tàu ngầm mang tên lửa hành trình Regulus | Tàu ngầm mang tên lửa hành trình Regulus | Tàu ngầm mang tên lửa hành trình Regulus | Tàu ngầm mang tên lửa hành trình Regulus | Tàu ngầm mang tên lửa hành trình Regulus | Tàu ngầm mang tên lửa hành trình Regulus | Tàu ngầm mang tên lửa hành trình Regulus | Tàu ngầm mang tên lửa hành trình Regulus | Tàu ngầm mang tên lửa hành trình Regulus | Tàu ngầm mang tên lửa hành trình Regulus | Tàu ngầm mang tên lửa hành trình Regulus | Tàu ngầm mang tên lửa hành trình Regulus | Tàu ngầm mang tên lửa hành trình Regulus | Tàu ngầm mang tên lửa hành trình Regulus | Tàu ngầm mang tên lửa hành trình Regulus | Tàu ngầm mang tên lửa hành trình Regulus | Tàu ngầm mang tên lửa hành trình Regulus |          |
| Darter    | Darter    | Darter    | Darter    | Darter    | Darter    | 1        | 1        | 10 tháng 11 năm 1954                      | 10 tháng 11 năm 1954                      | 10 tháng 11 năm 1954                      | 10 tháng 11 năm 1954                      | 10 tháng 11 năm 1954                      | 10 tháng 11 năm 1954                      | 20 tháng 10 năm 1956                       | 20 tháng 10 năm 1956                       | 20 tháng 10 năm 1956                       | 20 tháng 10 năm 1956                       | 20 tháng 10 năm 1956                       | 20 tháng 10 năm 1956                       | 20 tháng 10 năm 1956                       | 20 tháng 10 năm 1956                       | | | | | | | | | | | | | | | | | | | | | | | | | | | | | | | | | | | |          |
| Barbel    | Barbel    | Barbel    | Barbel    | Barbel    | Barbel    | 3        | 3        | USS Barbel (SS-580) 18 tháng 5 năm 1956   | USS Barbel (SS-580) 18 tháng 5 năm 1956   | USS Barbel (SS-580) 18 tháng 5 năm 1956   | USS Barbel (SS-580) 18 tháng 5 năm 1956   | USS Barbel (SS-580) 18 tháng 5 năm 1956   | USS Barbel (SS-580) 18 tháng 5 năm 1956   | USS Blueback (SS-581) 15 tháng 10 năm 1959 | USS Blueback (SS-581) 15 tháng 10 năm 1959 | USS Blueback (SS-581) 15 tháng 10 năm 1959 | USS Blueback (SS-581) 15 tháng 10 năm 1959 | USS Blueback (SS-581) 15 tháng 10 năm 1959 | USS Blueback (SS-581) 15 tháng 10 năm 1959 | USS Blueback (SS-581) 15 tháng 10 năm 1959 | USS Blueback (SS-581) 15 tháng 10 năm 1959 | - Lớp tàu ngầm đầu tiên với thân dạng con thoi. - Những chiếc tàu ngầm chạy bằng năng lượng điện thông thường cuối cùng của Hải quân Hoa Kỳ | - Lớp tàu ngầm đầu tiên với thân dạng con thoi. - Những chiếc tàu ngầm chạy bằng năng lượng điện thông thường cuối cùng của Hải quân Hoa Kỳ | - Lớp tàu ngầm đầu tiên với thân dạng con thoi. - Những chiếc tàu ngầm chạy bằng năng lượng điện thông thường cuối cùng của Hải quân Hoa Kỳ | - Lớp tàu ngầm đầu tiên với thân dạng con thoi. - Những chiếc tàu ngầm chạy bằng năng lượng điện thông thường cuối cùng của Hải quân Hoa Kỳ | - Lớp tàu ngầm đầu tiên với thân dạng con thoi. - Những chiếc tàu ngầm chạy bằng năng lượng điện thông thường cuối cùng của Hải quân Hoa Kỳ | - Lớp tàu ngầm đầu tiên với thân dạng con thoi. - Những chiếc tàu ngầm chạy bằng năng lượng điện thông thường cuối cùng của Hải quân Hoa Kỳ | - Lớp tàu ngầm đầu tiên với thân dạng con thoi. - Những chiếc tàu ngầm chạy bằng năng lượng điện thông thường cuối cùng của Hải quân Hoa Kỳ | - Lớp tàu ngầm đầu tiên với thân dạng con thoi. - Những chiếc tàu ngầm chạy bằng năng lượng điện thông thường cuối cùng của Hải quân Hoa Kỳ | - Lớp tàu ngầm đầu tiên với thân dạng con thoi. - Những chiếc tàu ngầm chạy bằng năng lượng điện thông thường cuối cùng của Hải quân Hoa Kỳ | - Lớp tàu ngầm đầu tiên với thân dạng con thoi. - Những chiếc tàu ngầm chạy bằng năng lượng điện thông thường cuối cùng của Hải quân Hoa Kỳ | - Lớp tàu ngầm đầu tiên với thân dạng con thoi. - Những chiếc tàu ngầm chạy bằng năng lượng điện thông thường cuối cùng của Hải quân Hoa Kỳ | - Lớp tàu ngầm đầu tiên với thân dạng con thoi. - Những chiếc tàu ngầm chạy bằng năng lượng điện thông thường cuối cùng của Hải quân Hoa Kỳ | - Lớp tàu ngầm đầu tiên với thân dạng con thoi. - Những chiếc tàu ngầm chạy bằng năng lượng điện thông thường cuối cùng của Hải quân Hoa Kỳ | - Lớp tàu ngầm đầu tiên với thân dạng con thoi. - Những chiếc tàu ngầm chạy bằng năng lượng điện thông thường cuối cùng của Hải quân Hoa Kỳ | - Lớp tàu ngầm đầu tiên với thân dạng con thoi. - Những chiếc tàu ngầm chạy bằng năng lượng điện thông thường cuối cùng của Hải quân Hoa Kỳ | - Lớp tàu ngầm đầu tiên với thân dạng con thoi. - Những chiếc tàu ngầm chạy bằng năng lượng điện thông thường cuối cùng của Hải quân Hoa Kỳ | - Lớp tàu ngầm đầu tiên với thân dạng con thoi. - Những chiếc tàu ngầm chạy bằng năng lượng điện thông thường cuối cùng của Hải quân Hoa Kỳ | - Lớp tàu ngầm đầu tiên với thân dạng con thoi. - Những chiếc tàu ngầm chạy bằng năng lượng điện thông thường cuối cùng của Hải quân Hoa Kỳ | - Lớp tàu ngầm đầu tiên với thân dạng con thoi. - Những chiếc tàu ngầm chạy bằng năng lượng điện thông thường cuối cùng của Hải quân Hoa Kỳ | - Lớp tàu ngầm đầu tiên với thân dạng con thoi. - Những chiếc tàu ngầm chạy bằng năng lượng điện thông thường cuối cùng của Hải quân Hoa Kỳ | - Lớp tàu ngầm đầu tiên với thân dạng con thoi. - Những chiếc tàu ngầm chạy bằng năng lượng điện thông thường cuối cùng của Hải quân Hoa Kỳ | - Lớp tàu ngầm đầu tiên với thân dạng con thoi. - Những chiếc tàu ngầm chạy bằng năng lượng điện thông thường cuối cùng của Hải quân Hoa Kỳ | - Lớp tàu ngầm đầu tiên với thân dạng con thoi. - Những chiếc tàu ngầm chạy bằng năng lượng điện thông thường cuối cùng của Hải quân Hoa Kỳ | - Lớp tàu ngầm đầu tiên với thân dạng con thoi. - Những chiếc tàu ngầm chạy bằng năng lượng điện thông thường cuối cùng của Hải quân Hoa Kỳ | - Lớp tàu ngầm đầu tiên với thân dạng con thoi. - Những chiếc tàu ngầm chạy bằng năng lượng điện thông thường cuối cùng của Hải quân Hoa Kỳ | - Lớp tàu ngầm đầu tiên với thân dạng con thoi. - Những chiếc tàu ngầm chạy bằng năng lượng điện thông thường cuối cùng của Hải quân Hoa Kỳ | - Lớp tàu ngầm đầu tiên với thân dạng con thoi. - Những chiếc tàu ngầm chạy bằng năng lượng điện thông thường cuối cùng của Hải quân Hoa Kỳ | - Lớp tàu ngầm đầu tiên với thân dạng con thoi. - Những chiếc tàu ngầm chạy bằng năng lượng điện thông thường cuối cùng của Hải quân Hoa Kỳ | - Lớp tàu ngầm đầu tiên với thân dạng con thoi. - Những chiếc tàu ngầm chạy bằng năng lượng điện thông thường cuối cùng của Hải quân Hoa Kỳ | - Lớp tàu ngầm đầu tiên với thân dạng con thoi. - Những chiếc tàu ngầm chạy bằng năng lượng điện thông thường cuối cùng của Hải quân Hoa Kỳ | - Lớp tàu ngầm đầu tiên với thân dạng con thoi. - Những chiếc tàu ngầm chạy bằng năng lượng điện thông thường cuối cùng của Hải quân Hoa Kỳ | - Lớp tàu ngầm đầu tiên với thân dạng con thoi. - Những chiếc tàu ngầm chạy bằng năng lượng điện thông thường cuối cùng của Hải quân Hoa Kỳ | - Lớp tàu ngầm đầu tiên với thân dạng con thoi. - Những chiếc tàu ngầm chạy bằng năng lượng điện thông thường cuối cùng của Hải quân Hoa Kỳ | - Lớp tàu ngầm đầu tiên với thân dạng con thoi. - Những chiếc tàu ngầm chạy bằng năng lượng điện thông thường cuối cùng của Hải quân Hoa Kỳ | - Lớp tàu ngầm đầu tiên với thân dạng con thoi. - Những chiếc tàu ngầm chạy bằng năng lượng điện thông thường cuối cùng của Hải quân Hoa Kỳ |          |

### Tàu ngầm Hạt nhân (SSN)
| Tên lớp             | Số lượng | Con tàu đầu tiên được đặt lườn               | Con tàu cuối cùng được đưa vào hoạt động          | Ghi chú | Hình ảnh |
| ------------------- | -------- | -------------------------------------------- | ------------------------------------------------- | --- | -------- |
| Nautilus            | 1        | 14 tháng 6 năm 1952                          | 30 tháng 9 năm 1954                               | Tàu ngầm hạt nhân đầu tiên; thiết kế với thân tàu mở rộng.                                                                         |          |
| Seawolf             | 1        | 7 tháng 12 năm 1953                          | 30 tháng 3 năm 1957                               | Dùng lò phản ứng S2G làm mát bằng kim loại lỏng (natri) (được thay thế bằng lò phản ứng nước điều áp vào năm 1959)                 |          |
| Skate               | 4        | USS Skate (SSN-578) 21 tháng 7 năm 1955      | USS Seadragon (SSN-584) 5 tháng 12 năm 1959       | |          |
| Skipjack            | 6        | USS Skipjack (SSN-585) 29 tháng 5 năm 1956   | USS Snook (SSN-592) 24 tháng 10 năm 1961          | - Lớp tàu ngầm hạt nhân đầu tiên có thân tàu dạng con thoi. - USS Scorpion bị mất tích trên biển năm 1968.                         |          |
| Thresher/Permit     | 14       | USS Thresher (SSN-593) 28 tháng 5 năm 1958   | USS Gato (SSN-615) 25 tháng 1 năm 1968            | Thiết kế với hệ thống sonar hình cầu được đặt ở mũi tàu. Đổi tên thành lớp Permit sau khi USS Thresher (SSN-593) chìm vào năm 1963 |          |
| Tullibee            | 1        | 26 tháng 5 năm 1958                          | 9 tháng 11 năm 1960                               | Dùng bộ truyền động turbo tăng áp điện                                                                                             |          |
| Sturgeon            | 37       | USS Sturgeon (SSN-637) 10 tháng 8 năm 1963   | USS Richard B. Russell (SSN-687) 16 tháng 8, 1975 | Bản thiết kế lại của lớp Thresher/Permit và sử dụng những kinh nghiệm rút ra sau vụ tai nạn của chiếc Thresher .                   |          |
| Narwhal             | 1        | 17 tháng 1 năm 1966                          | 12 tháng 7 năm 1969                               | Sử dụng lò phản ứng S5G tuần hoàn tự nhiên                                                                                         |          |
| Glenard P. Lipscomb | 1        | 5 tháng 6 năm 1971                           | 21 tháng 12 năm 1974                              | Sử dụng bộ truyền động turbo tăng áp điện                                                                                          |          |
| Los Angeles         | 62       | USS Los Angeles (SSN-688) 8 tháng 1 năm 1972 | USS Cheyenne (SSN-773) 13 tháng 9 năm 1996        | 62 chiếc được hạ thủy, 28 chiếc còn trong biên chế                                                                                 |          |
| Seawolf             | 3        | USS Seawolf (SSN-21) 25 tháng 10 năm 1989    | USS Jimmy Carter (SSN-23) 19 tháng 2 năm 2005     | Thiết kế tiền đề cho lớp Los Angeles. Do chi phí chế tạo cao nên chỉ có ba chiếc được đóng.                                        |          |

### Tàu ngầm Hạt nhân mang Tên lửa Hành trình (SSGN)
| Tên lớp | Tên lớp | Tên lớp | Tên lớp | Tên lớp | Số lượng | Số lượng | Con tàu đầu tiên được đặt lườn | Con tàu đầu tiên được đặt lườn | Con tàu đầu tiên được đặt lườn | Con tàu đầu tiên được đặt lườn | Con tàu đầu tiên được đặt lườn | Con tàu đầu tiên được đặt lườn | Con tàu đầu tiên được đặt lườn | Con tàu cuối cùng được đưa vào hoạt động | Con tàu cuối cùng được đưa vào hoạt động | Con tàu cuối cùng được đưa vào hoạt động | Con tàu cuối cùng được đưa vào hoạt động | Con tàu cuối cùng được đưa vào hoạt động | Con tàu cuối cùng được đưa vào hoạt động | Con tàu cuối cùng được đưa vào hoạt động | Con tàu cuối cùng được đưa vào hoạt động | Con tàu cuối cùng được đưa vào hoạt động | Ghi chú                                  | Ghi chú                                  | Ghi chú                                  | Ghi chú                                  | Ghi chú                                  | Ghi chú                                  | Ghi chú                                  | Ghi chú                                  | Ghi chú                                  | Ghi chú                                  | Ghi chú                                  | Ghi chú                                  | Ghi chú                                  | Ghi chú                                  | Ghi chú                                  | Ghi chú                                  | Ghi chú                                  | Ghi chú                                  | Ghi chú                                  | Ghi chú                                  | Ghi chú                                  | Ghi chú                                  | Ghi chú                                  | Ghi chú                                  | Ghi chú                                  | Ghi chú                                  | Ghi chú                                  | Hình ảnh |
| ------- | ------- | ------- | ------- | ------- | -------- | -------- | ------------------------------ | ------------------------------ | ------------------------------ | ------------------------------ | ------------------------------ | ------------------------------ | ------------------------------ | ---------------------------------------- | ---------------------------------------- | ---------------------------------------- | ---------------------------------------- | ---------------------------------------- | ---------------------------------------- | ---------------------------------------- | ---------------------------------------- | ---------------------------------------- | ---------------------------------------- | ---------------------------------------- | ---------------------------------------- | ---------------------------------------- | ---------------------------------------- | ---------------------------------------- | ---------------------------------------- | ---------------------------------------- | ---------------------------------------- | ---------------------------------------- | ---------------------------------------- | ---------------------------------------- | ---------------------------------------- | ---------------------------------------- | ---------------------------------------- | ---------------------------------------- | ---------------------------------------- | ---------------------------------------- | ---------------------------------------- | ---------------------------------------- | ---------------------------------------- | ---------------------------------------- | ---------------------------------------- | ---------------------------------------- | ---------------------------------------- | ---------------------------------------- | ---------------------------------------- | -------- |
| Halibut | Halibut | Halibut | Halibut | Halibut | 1        | 1        | 11 tháng 4 năm 1957            | 11 tháng 4 năm 1957            | 11 tháng 4 năm 1957            | 11 tháng 4 năm 1957            | 11 tháng 4 năm 1957            | 11 tháng 4 năm 1957            | 11 tháng 4 năm 1957            | 4 tháng 1 năm 1960                       | 4 tháng 1 năm 1960                       | 4 tháng 1 năm 1960                       | 4 tháng 1 năm 1960                       | 4 tháng 1 năm 1960                       | 4 tháng 1 năm 1960                       | 4 tháng 1 năm 1960                       | 4 tháng 1 năm 1960                       | 4 tháng 1 năm 1960                       | Tàu ngầm mang tên lửa hành trình Regulus | Tàu ngầm mang tên lửa hành trình Regulus | Tàu ngầm mang tên lửa hành trình Regulus | Tàu ngầm mang tên lửa hành trình Regulus | Tàu ngầm mang tên lửa hành trình Regulus | Tàu ngầm mang tên lửa hành trình Regulus | Tàu ngầm mang tên lửa hành trình Regulus | Tàu ngầm mang tên lửa hành trình Regulus | Tàu ngầm mang tên lửa hành trình Regulus | Tàu ngầm mang tên lửa hành trình Regulus | Tàu ngầm mang tên lửa hành trình Regulus | Tàu ngầm mang tên lửa hành trình Regulus | Tàu ngầm mang tên lửa hành trình Regulus | Tàu ngầm mang tên lửa hành trình Regulus | Tàu ngầm mang tên lửa hành trình Regulus | Tàu ngầm mang tên lửa hành trình Regulus | Tàu ngầm mang tên lửa hành trình Regulus | Tàu ngầm mang tên lửa hành trình Regulus | Tàu ngầm mang tên lửa hành trình Regulus | Tàu ngầm mang tên lửa hành trình Regulus | Tàu ngầm mang tên lửa hành trình Regulus | Tàu ngầm mang tên lửa hành trình Regulus | Tàu ngầm mang tên lửa hành trình Regulus | Tàu ngầm mang tên lửa hành trình Regulus | Tàu ngầm mang tên lửa hành trình Regulus | Tàu ngầm mang tên lửa hành trình Regulus | Tàu ngầm mang tên lửa hành trình Regulus |          |

### Tàu ngầm Hạt nhân mang Tên lửa Đạn đạo (SSBN)
| Tên lớp           | Số lượng | Con tàu đầu tiên được đặt lườn                       | Con tàu cuối cùng được đưa vào hoạt động             | Ghi chú                                                                                            |
| ----------------- | -------- | ---------------------------------------------------- | ---------------------------------------------------- | -------------------------------------------------------------------------------------------------- |
| George Washington | 5        | USS George Washington (SSBN-598) 1 tháng 11 năm 1957 | USS Abraham Lincoln (SSBN-602) 11 tháng 3 năm 1961   | |
| Ethan Allen       | 5        | USS Ethan Allen (SSBN-608) 14 tháng 9 năm 1959       | USS Thomas Jefferson (SSBN-618) 4 tháng 1, 1963      | Ethan Allen là chiếc SSBN duy nhất bắn tên lửa thật và kích nổ đầu đạn hạt nhân ở buổi thử nghiệm. |
| Lafayette         | 9        | USS Lafayette (SSBN-616) 17 tháng 1, 1961            | USS John Adams (SSBN-620) 12 tháng 5 năm 1964        | |
| James Madison     | 10       | USS Daniel Boone (SSBN-629) 6 tháng 2 năm 1962       | USS Nathanael Greene (SSBN-636) 19 tháng 12 năm 1964 | |
| Benjamin Franklin | 12       | USS Benjamin Franklin (SSBN-640) 25 tháng 5 năm 1963 | USS Will Rogers (SSBN-659) 1 tháng 4 năm 1967        | Thiết kế dựa trên kinh nghiệm thu được sau vụ tai nạn của tàu ngầm Thresher .                      |
| Ohio              | 18       | USS Ohio (SSBN-726) 10 tháng 4 năm 1976              | USS Louisiana (SSBN-743) 6 tháng 9 năm 1997          | |

### Phương tiện Lặn sâu (DSV)
| Tên lớp | Số lượng | Con tàu đầu tiên được đặt lườn   | Con tàu cuối cùng được đưa vào hoạt động | Chú thích | Hình ảnh |
| ------- | -------- | -------------------------------- | ---------------------------------------- | --- | -------- |
| Trieste | 2        | Trieste (DSV-0) năm 1958         | Trieste II (DSV-1) năm 1969              | Trieste là tàu ngầm đầu tiên điều khiển bởi nhà thám hiểm đại dương người Thụy Sĩ Jacques Piccard và Đại úy Hải quân Hoa Kỳ Don Walsh lặn xuống đáy của Vực thẳm Challenger vào năm 1960. |          |
| Alvin   | 4        | Alvin (DSV-2) 5 tháng 6 năm 1964 | Nemo (DSV-5) năm 1970                    | |          |
| NR-1    | 1        | 10 tháng 6 năm 1967              | 27 tháng 10 năm 1969                     | |          |

### Các loại tàu ngầm khác (SST, SSR, AGSS & SSRN)
| Tên lớp  | Số lượng | Con tàu đầu tiên được đặt lườn             | Con tàu cuối cùng được đưa vào hoạt động | Ghi chú |
| -------- | -------- | ------------------------------------------ | ---------------------------------------- | --- |
| Albacore | 1        | 15 tháng 3 năm 1952                        | 6 tháng 12 năm 1953                      | Tàu ngầm dạng con thoi không trang bị vũ khí |
| T-1      | 2        | USS Mackerel (SST-1), 1 tháng 4 năm 1952   | USS Marlin (SST-2) 20 tháng 11 năm 1953  | Tàu ngầm huấn luyện |
| Sallfish | 2        | USS Sailfish (SSR-572) 8 tháng 12 năm 1953 | USS Salmon (SSR-573) 25 tháng 8 năm 1956 | Mang trạm radar chỉ huy trên boong tàu |
| Triton   | 1        | 29 tháng 5 năm 1956                        | 10 tháng 11 năm 1959                     | Mang trạm radar chỉ huy trên boong tàu. Tàu ngầm duy nhất của phương Tây sử dụng hai lò phản ứng hạt nhân.                                                                  |
| Dolphin  | 1        | 9 tháng 11 năm 1962                        | 17 tháng 8 năm 1968                      | Tàu ngầm dùng để nghiên cứu và phát triển các công nghệ lặn sâu; tàu ngầm diesel-điện cuối cùng còn hoạt động của Hải quân Hoa Kỳ; ngừng hoạt động ngày 15 tháng 1 năm 2007 |

## Hậu chiến tranh Lạnh
| Tên lớp  | Số lượng           | Con tàu đầu tiên được đặt lườn            | Con tàu cuối cùng được đưa vào hoạt động  | Ghi chú                                                  |
| -------- | ------------------ | ----------------------------------------- | ----------------------------------------- | -------------------------------------------------------- |
| Virginia | 48 (theo kế hoạch) | USS Virginia (SSN-774) 2 tháng 9 năm 1999 | USS Vermont (SSN-792) 18 tháng 4 năm 2020 | 19 đã được đưa vào hoạt động (Tính đến tháng 4 năm 2020) |
| Columbia | 12 (dự kiến)       | USS Columbia (SSBN-826)                   |                                           |                                                          |